# 馬里諾站
馬里諾站（羅馬化：Marino）是莫斯科地鐵柳布林諾－德米特羅夫線的一個車站。馬里諾站開通於1996年12月25日，是柳布林諾－德米特羅夫線延伸工程的一部分，站名取自於馬里諾地區。車站位於地下8米處。

## 外部連結
- （俄文） Mosmetro.ru
- （俄文） Metro.ru （页面存档备份，存于）
- （俄文） Mymetro.ru
- （俄文） News.metro.ru （页面存档备份，存于）
- KartaMetro.info — Station location and exits on Moscow map (English/Russian)